# Kwas nadtlenosiarkowy
Kwas nadtlenosiarkowy (kwas Caro), H
2SO
5 – nieorganiczny związek chemiczny z grupy kwasów tlenowych. W kwasie tym centralny atom sześciowartościowej siarki wraz z przyłączonymi atomami tlenu przybiera charakterystyczną formę czworościanu. Nazwę „kwas Caro” zawdzięcza swemu odkrywcy, Heinrichowi Caro.
W wodzie dysocjuje na kwas siarkowy i nadtlenek wodoru (tzw. roztwór pirania):
H
2O
2 + H
2SO
4 ⇄ H
2SO
5 + H
2O
Podobnie jak inne silne utleniacze, kwas Caro powinien być trzymany z dala od związków organicznych, takich jak etery lub ketony, które łatwo utlenia z wytworzeniem niestabilnych nadtlenków organicznych, jak np. TCAP.

## Otrzymywanie
W laboratorium kwas Caro otrzymuje się w reakcji kwasu chlorosiarkowego z nadtlenkiem wodoru:
H
2O
2 + HOSO
2Cl → H
2SO
5 + HCl

## Zastosowanie
- środki dezynfekujące i czyszczące
- w postaci soli amonowych, sodowych i potasowych w przemyśle tworzyw sztucznych, do produkcji nawozów oraz odbarwiania i zmiany zapachu olejów